# 1839 en mathématiques
| Années des mathématiques : 1836 - 1837 - 1838 - 1839 - 1840 - 1841 - 1842    |
| Décennies des mathématiques : 1800 - 1810 - 1820 - 1830 - 1840 - 1850 - 1860 |

Cet article présente les faits marquants de l'année 1839 en mathématiques.

## Naissances
- 14 février : Hermann Hankel (mort en 1873), mathématicien allemand.
- 15 février : Hieronymus Georg Zeuthen (mort en 1920), mathématicien danois.
- 20 avril : Francesco Siacci (mort en 1907), mathématicien et ingénieur militaire italien.
- 16 juin : Julius Petersen (mort en 1910), mathématicien danois.
- 23 septembre : Helen Almira Shafer (morte 1894), mathématicienne américaine.
- 9 décembre : Gustav Roch (mort en 1866), mathématicien allemand.

## Décès
- 9 avril : Moïse Ensheim (né en 1750), mathématicien et poète français.
- 22 mai : Emmanuel Develey (né en 1764), mathématicien, physicien et astronome suisse.